# جاكوب فريس (لاعب كرة قدم)
جاكوب فريس (بالدنماركية: Jacob Friis) هو لاعب كرة قدم ومدرب كرة قدم دنماركي، ولد في 11 ديسمبر 1976 في ألمانيا. لعب مع البورك بولدسبيلكلوب ‏.